# Taylor Barnard
Taylor Barnard (Norwich, Reino Unido; 1 de junio de 2004) es un piloto de automovilismo británico. Fue subcampeón de la ADAC Fórmula 4 en 2022 y del Campeonato de Fórmula Regional de Medio Oriente en 2022, 2023 y 2024 respectivamente. En 2023 logró una victoria y tres podios en el Campeonato de Fórmula 3 de la FIA. En 2024 compitió en el Campeonato de Fórmula 2 de la FIA, logrando una victoria en la ronda de Mónaco, y a su vez hizo su debut en la Fórmula E con McLaren en sustitución de Sam Bird en el e-Prix de Mónaco. En 2024-25 es piloto titular de McLaren en el Campeonato Mundial de Fórmula E.
Posee varios récords como el piloto más joven de la Fórmula E: Es el piloto más joven en disputar un e-Prix en la historia de la categoría (19 años y 331 días); el piloto más joven en puntuar en una carrera, lo hizo en el e-Prix de Berlín de 2024; lograr un podio en el e-Prix de São Paulo de 2024 (20 años y 189 días); y el piloto más joven en lograr una pole position y liderar una carrera en el e-Prix de Yeda de 2025 (20 años y 259 días).

## Carrera

### Inicios
Barnard comenzó en el karting en 2012 en el Trent Valley Kart Club. A partir de ahí, pasó al Campeonato Nacional Super 1, donde permanecería hasta su victoria por el título en 2017. Sumado a eso, Barnard ganó el Gran Premio Británico de Kartmasters en dos ocasiones, además de ganar la Serie LGM en la categoría IAME Cadet.
El británico empezó en campeonatos europeos en 2018, compitiendo en la clase OK Junior para KR Motorsport, donde ganaría la WSK Final Cup al final de la temporada. Después de convertirse en un protegido de karting de Nico Rosberg, Barnard progresó a la categoría OK Senior al año siguiente.
Ganaría la WSK Champions Cup al comienzo de la campaña. Ese año, Barnard también terminó segundo en el Campeonato Mundial de Karting, perdiendo por poco a Lorenzo Travisanutto en condiciones de lluvia.
Barnard permaneció con Rosberg Racing Academy para su última temporada de karting en 2020, donde una vez más terminó como subcampeón del Campeonato Mundial, esta vez perdiendo contra Callum Bradshaw. Sin embargo, ese año trajo más trofeos, con Barnard llevándose otra corona de la WSK Champions Cup, además de ganar la WSK Open Cup.

### Fórmula 4

#### 2020
Barnard hizo su debut en las carreras de autos en 2020, compitiendo en tres rondas del Campeonato de Italia de Fórmula 4 para AKM Motorsport. Logrando sumar dos puntos en el fin de semana en Monza, Barnard terminó en el puesto 26 de la clasificación.

#### 2021

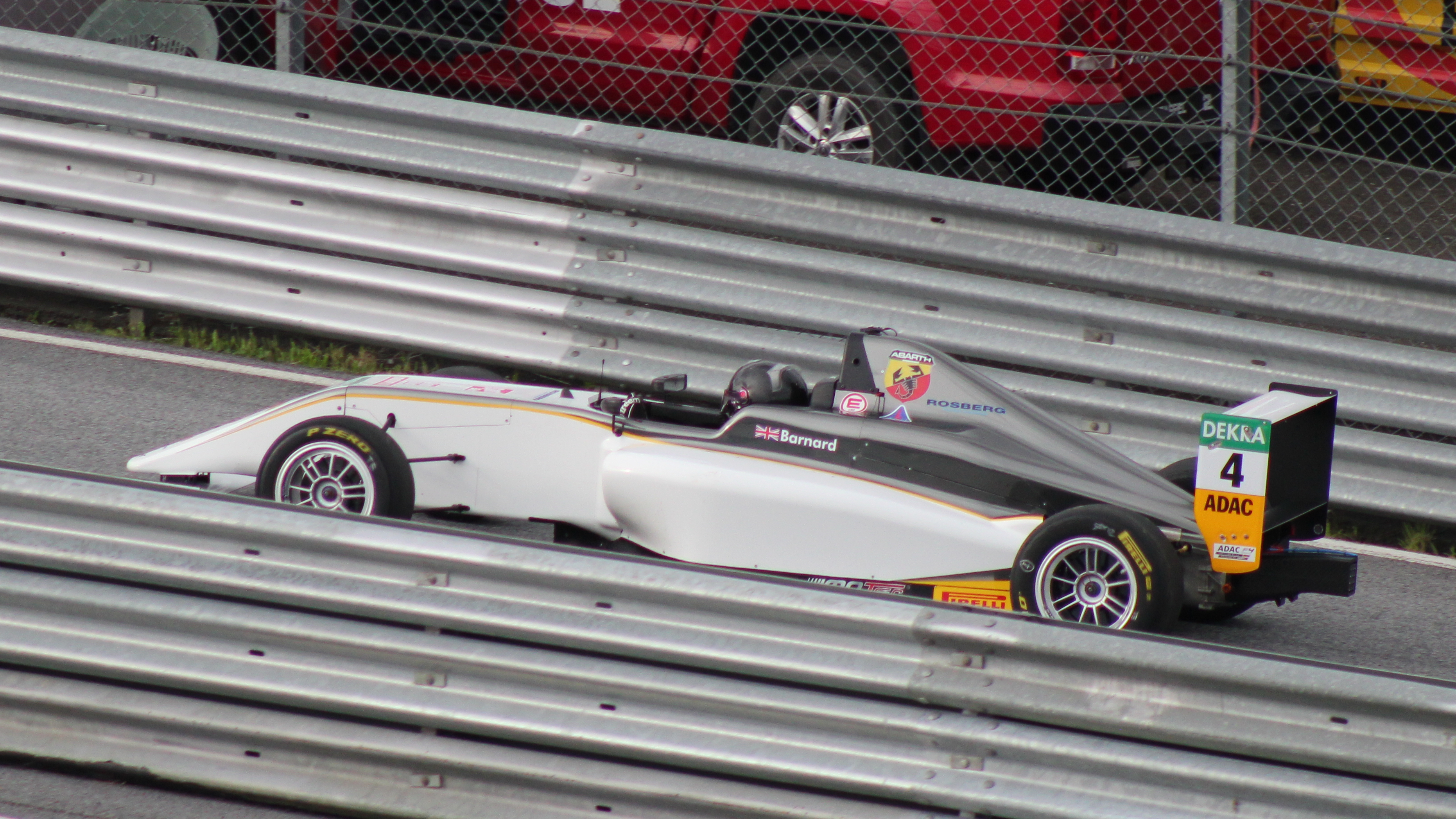
Barnard en el Red Bull Ring, 2021.

Para 2021, Barnard se asoció con BWR Motorsports, un equipo afiliado a su mentor Nico Rosberg, para competir en la ADAC Fórmula 4. Sin embargo, luego de solo tres rondas, en las que Barnard obtuvo el mejor resultado del cuarto lugar, el equipo se vio obligado a perderse dos eventos y solo regresó para el final de temporada. Debido a esto, el británico terminó 17º en el campeonato, con 17 puntos.

#### 2022
Sin embargo, Barnard permaneció en la Fórmula 4 al año siguiente, conduciendo para el recién formado equipo PHM Racing junto a Nikita Bedrin y Jonas Ried. Comenzó el año compitiendo en el Campeonato de EAU de Fórmula 4 en enero, obteniendo su primera victoria y la de su equipo en carreras de autos en el circuito de Yas Marina. El resto de la campaña estuvo plagado de problemas de confiabilidad relacionados con el automóvil, ya que Barnard terminó noveno en la general.

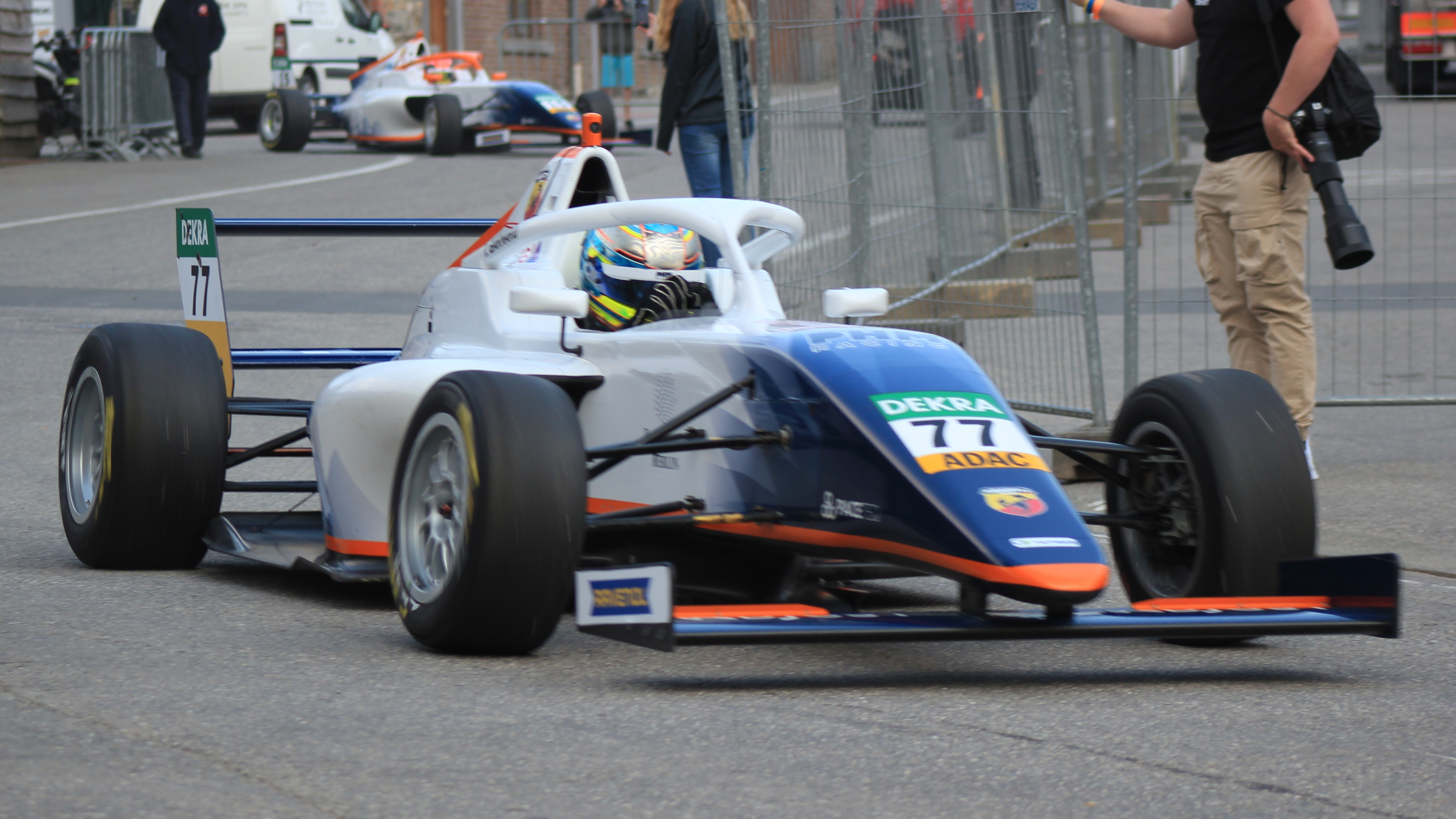
Barnard en el Circuito de Spa-Francorchamps, 2022.

El principal campeonato de Barnard estaría en el Campeonato de Italia de Fórmula 4 y la ADAC Fórmula 4, que volvería a disputar con PHM. En el primero, Barnard consiguió un podio en el circuito de Vallelunga y terminó octavo en la clasificación, mientras que en el segundo, su campaña sería más exitosa.
Habiendo comenzado con dos sextos lugares y una colisión con su compañero de equipo Ried en Spa-Francorchamps, el británico experimentó un fin de semana más positivo en el Hockenheimring, logrando un par de podios. Después de más puntos en Zandvoort, el evento en Nürburgring se convirtió en un punto de inflexión para Barnard. Después de obtener su primera victoria de la temporada en la Carrera 1, debido a una penalización de cinco segundos al líder Andrea Kimi Antonelli por un arranque rápido, Barnard se defendió de su rival italiano en la Carrera 2 y logró otra victoria. Con el líder del campeonato Antonelli ausente en la penúltima ronda en Lausitzring, Barnard sacaría provecho, ganando dos carreras y terminando segundo en la Carrera 1, en un fin de semana caracterizado por una serie de batallas con su compañero de equipo Nikita Bedrin.
A pesar de esto, Barnard no podría llevarse el título, aunque otro par de podios en la final de temporada, incluida una victoria en la carrera final, significaron que el británico se convirtió en subcampeón del campeonato.

### Fórmula 3
A fines de 2022, Barnard, junto con su compañero de equipo de Fórmula 4 Nikita Bedrin y el piloto mexicano de la Eurofórmula Open, Alex García, participaron en la prueba de postemporada del Campeonato de Fórmula 3 de la FIA para Jenzer Motorsport.
El 31 de enero de 2023, Barnard fue anunciado como el piloto final de Jenzer Motorsport para completar su lista para la temporada 2023, junto con Nikita Bedrin y Alex García.

## Resumen de carrera
| Temporada | Categoría                                       | Equipo                      | Carreras     | Victorias    | Poles        | VR           | Podios       | Puntos       | Pos.         |
| --------- | ----------------------------------------------- | --------------------------- | ------------ | ------------ | ------------ | ------------ | ------------ | ------------ | ------------ |
| 2020      | Campeonato de Italia de Fórmula 4               | AKM Motorsport              | 8            | 0            | 0            | 0            | 0            | 2            | 26.º         |
| 2021      | ADAC Fórmula 4                                  | BWR Motorsports             | 12           | 0            | 0            | 0            | 0            | 17           | 17.º         |
| 2021      | Copa Drexler Automotriz Fórmula 4               | BWR Motorsports             | 2            | 0            | 0            | 1            | 1            | 28           | 5.º          |
| 2022      | Campeonato de EAU de Fórmula 4                  | PHM Racing                  | 20           | 1            | 0            | 0            | 1            | 80           | 9.º          |
| 2022      | Campeonato de Italia de Fórmula 4               | PHM Racing                  | 20           | 0            | 0            | 0            | 0            | 103          | 8.º          |
| 2022      | ADAC Fórmula 4                                  | PHM Racing                  | 18           | 5            | 3            | 3            | 9            | 266          | 2.º          |
| 2023      | Campeonato de Fórmula Regional de Medio Oriente | PHM Racing                  | 15           | 2            | 0            | 3            | 7            | 152          | 2.º          |
| 2023      | Campeonato de Fórmula 3 de la FIA               | Jenzer Motorsport           | 18           | 1            | 0            | 0            | 3            | 72           | 10.º         |
| 2023-24   | Fórmula E                                       | NEOM McLaren Formula E Team | 3            | 0            | 0            | 0            | 0            | 5            | 22.º         |
| 2024      | Campeonato de Fórmula Regional de Medio Oriente | PHM AIX Racing              | 15           | 5            | 4            | 1            | 6            | 176          | 2.º          |
| 2024      | Campeonato de Fórmula 2 de la FIA               | PHM AIX Racing              | 6            | 0            | 0            | 0            | 0            | 18           | 21.º         |
| 2024      | Campeonato de Fórmula 2 de la FIA               | AIX Racing                  | 14           | 1            | 0            | 0            | 1            | 18           | 21.º         |
| 2024-25   | Fórmula E                                       | NEOM McLaren Formula E Team | Disputándose | Disputándose | Disputándose | Disputándose | Disputándose | Disputándose | Disputándose |
| Fuente:   |                                                 |                             |              |              |              |              |              |              |              |

## Resultados

### Campeonato de Italia de Fórmula 4
(Clave) (negrita indica pole position) (cursiva indica vuelta rápida puntuable)

| Año  | Equipo         | 1   | 1   | 1   | 2    | 2    | 2    | 3   | 3   | 3   | 4   | 4   | 4   | 5   | 5   | 5   | 6    | 6    | 6    | 7   | 7   | 7   | Pos. | Puntos |
| ---- | -------------- | --- | --- | --- | ---- | ---- | ---- | --- | --- | --- | --- | --- | --- | --- | --- | --- | ---- | ---- | ---- | --- | --- | --- | ---- | ------ |
| 2020 | AKM Motorsport | IMO | IMO | IMO | IMO1 | IMO1 | IMO1 | SPI | SPI | SPI | MUG | MUG | MUG | MNZ | MNZ | MNZ | IMO2 | IMO2 | IMO2 | VLL | VLL | VLL | 26.º | 2      |
| 2020 | AKM Motorsport |     |     |     |      |      |      |     |     |     | 11  | 15  | 24  | 21† | 9   | 17  |      |      |      | 17  | C   | 29  | 26.º | 2      |

| Año  | Equipo     | 1   | 1   | 1   | 2   | 2   | 2   | 3   | 3   | 3   | 4   | 4   | 4   | 5   | 5   | 5   | 5   | 6   | 6   | 6   | 7   | 7   | 7   | Pos. | Puntos |
| ---- | ---------- | --- | --- | --- | --- | --- | --- | --- | --- | --- | --- | --- | --- | --- | --- | --- | --- | --- | --- | --- | --- | --- | --- | ---- | ------ |
| 2022 | PHM Racing | IMO | IMO | IMO | MIS | MIS | MIS | SPA | SPA | SPA | VLL | VLL | VLL | SPI | SPI | SPI | SPI | MNZ | MNZ | MNZ | MUG | MUG | MUG | 8.º  | 103    |
| 2022 | PHM Racing | 6   | 10  | 4   | Ret | 12  | 9   | 7   | 31† | 9   | 5   | 2   | 5   | 22  |     | 13  | 9   | 5   | 4   | C   | 9   | 14  | 6   | 8.º  | 103    |

### ADAC Fórmula 4
(Clave) (negrita indica pole position) (cursiva indica vuelta rápida puntuable)

| Año  | Equipo          | 1   | 1   | 1   | 2    | 2    | 2    | 3    | 3    | 3    | 4    | 4    | 4    | 5    | 5    | 5    | 6    | 6    | 6    | Pos  | Points |
| ---- | --------------- | --- | --- | --- | ---- | ---- | ---- | ---- | ---- | ---- | ---- | ---- | ---- | ---- | ---- | ---- | ---- | ---- | ---- | ---- | ------ |
| 2021 | BWR Motorsports | SPI | SPI | SPI | ZAN  | ZAN  | ZAN  | HOC1 | HOC1 | HOC1 | SAC  | SAC  | SAC  | HOC2 | HOC2 | HOC2 | NÜR  | NÜR  | NÜR  | 17.º | 17     |
| 2021 | BWR Motorsports | 14  | 13  | 4   | 14   | Ret  | 9    | Ret  | 12   | 10   |      |      |      |      |      |      | 11   | 11   | 14   | 17.º | 17     |
| 2022 | PHM Racing      | SPA | SPA | SPA | HOC1 | HOC1 | HOC1 | ZAN  | ZAN  | ZAN  | NÜR1 | NÜR1 | NÜR1 | LAU  | LAU  | LAU  | NÜR2 | NÜR2 | NÜR2 | 2.º  | 266    |
| 2022 | PHM Racing      | 6   | 6   | 15  | 3    | 4    | 3    | 6    | 6    | 4    | 1    | 1    | 3    | 2    | 1    | 1    | 4    | 2    | 1    | 2.º  | 266    |

### Campeonato de Fórmula Regional de Medio Oriente
(Clave) (negrita indica pole position) (cursiva indica vuelta rápida puntuable)

| Año  | Equipo     | 1    | 1    | 1    | 2    | 2    | 2    | 3    | 3    | 3    | 4    | 4    | 4    | 5   | 5   | 5   | Pos. | Puntos |
| ---- | ---------- | ---- | ---- | ---- | ---- | ---- | ---- | ---- | ---- | ---- | ---- | ---- | ---- | --- | --- | --- | ---- | ------ |
| 2023 | PHM Racing | DUB1 | DUB1 | DUB1 | KUW1 | KUW1 | KUW1 | KUW2 | KUW2 | KUW2 | DUB2 | DUB2 | DUB2 | YMC | YMC | YMC | 2.º  | 152    |
| 2023 | PHM Racing | 3    | 3    | Ret  | 14   | 1    | Ret  | 4    | 24†  | 1    | 3    | 3    | 2    | 14  | 18  | 4   | 2.º  | 152    |

### Campeonato de Fórmula 3 de la FIA
(Clave) (negrita indica pole position) (cursiva indica vuelta rápida puntuable)

| Año  | Escudería         | 1   | 1   | 2   | 2   | 3   | 3   | 4   | 4   | 5   | 5   | 6   | 6   | 7   | 7   | 8   | 8   | 9   | 9   | Pos. | Puntos | Ref.   |
| ---- | ----------------- | --- | --- | --- | --- | --- | --- | --- | --- | --- | --- | --- | --- | --- | --- | --- | --- | --- | --- | ---- | ------ | ------ |
| 2023 | Jenzer Motorsport | SAK | SAK | MEL | MEL | MON | MON | BAR | BAR | SPI | SPI | SIL | SIL | BUD | BUD | SPA | SPA | MNZ | MNZ | 10.º | 72     | [ 34 ] |
| 2023 | Jenzer Motorsport | 14  | 16  | 12  | 9   | 5   | 8   | 9   | 9   | 27  | 12  | 30  | 21  | 11  | 14  | 2   | 1   | 4   | 3   | 10.º | 72     | [ 34 ] |

### Campeonato de Fórmula 2 de la FIA
(Clave) (negrita indica pole position) (cursiva indica vuelta rápida puntuable)

| Año  | Escudería      | 1   | 1   | 2   | 2   | 3   | 3   | 4   | 4   | 5   | 5   | 6   | 6   | 7   | 7   | 8   | 8   | 9   | 9   | 10  | 10  | 11  | 11  | 12  | 12  | 13  | 13  | 14  | 14  | Pos. | Puntos | Ref.   |
| ---- | -------------- | --- | --- | --- | --- | --- | --- | --- | --- | --- | --- | --- | --- | --- | --- | --- | --- | --- | --- | --- | --- | --- | --- | --- | --- | --- | --- | --- | --- | ---- | ------ | ------ |
| 2024 |                | SAK | SAK | YED | YED | MEL | MEL | IMO | IMO | MON | MON | BAR | BAR | SPI | SPI | SIL | SIL | BUD | BUD | SPA | SPA | MNZ | MNZ | BAK | BAK | LUS | LUS | YMC | YMC | 21.º | 18     | [ 35 ] |
| 2024 | PHM AIX Racing | Ret | 16  | 13  | 13  | 13  | 16  |     |     |     |     |     |     |     |     |     |     |     |     |     |     |     |     |     |     |     |     |     |     | 21.º | 18     | [ 35 ] |
| 2024 | AIX Racing     |     |     |     |     |     |     | DSQ | 20  | 1   | 11  | 19  | Ret | 12  | 8   | 9   | 14  | 7   | 9   | 16  | 13  |     |     |     |     |     |     |     |     | 21.º | 18     | [ 35 ] |

### Fórmula E
(Clave) (negrita indica pole position) (cursiva indica vuelta rápida puntuable)
| Año      | Escudería                   | 1     | 2      | 3     | 4     | 5      | 6      | 7      | 8      | 9       | 10    | 11     | 12    | 13    | 14    | 15     | 16      | Pos. | Puntos |
| -------- | --------------------------- | ----- | ------ | ----- | ----- | ------ | ------ | ------ | ------ | ------- | ----- | ------ | ----- | ----- | ----- | ------ | ------- | ---- | ------ |
| 2023-24  | NEOM McLaren Formula E Team | MEX   | DIR    | DIR   | SÃO   | TOK    | MIS    | MIS    | MON 14 | BER 10  | BER 8 | SHA    | SHA   | POR   | POR   | LON    | LON     | 22.º | 5      |
| 2024-25  | NEOM McLaren Formula E Team | SÃO 3 | MEX 14 | YED 3 | YED 2 | MIA 20 | MON 15 | MON 16 | TOK 3  | TOK Ret | SHA 3 | SHA 10 | YAK 7 | BER 4 | BER 6 | LON 13 | LON Ret | 4.º  | 112    |
| Fuentes: |                             |       |        |       |       |        |        |        |        |         |       |        |       |       |       |        |         |      |        |